# Лунифи, Анис
Анис Лунифи (род. 7 января 1978, Тунис) — тунисский дзюдоист, чемпион и призёр чемпионатов Африки, призёр Африканских игр, чемпион и призёр чемпионатов мира, участник двух Олимпиад.

## Карьера
Выступал в суперлёгкой (до 60 кг) и полулёгкой (до 66 кг) весовых категориях. В 2000 и 2002 годах становился чемпионом, а в 2004—2005 годах — бронзовым призёром чемпионатов Африки. Серебряный призёр Африканских игр 1999 года в Йоханнесбурге. Чемпион (2001 год) и бронзовый призёр (2003 год) чемпионатов мира.
На летних Олимпийских играх 2000 года в Сиднее и 2004 года в Афинах выбывал из борьбы за медали после первых схваток.